# Benedikt Littwerig
Benedikt Simon Littwerig O.Cist. (1655, Cheb – 1726, Osek u Duchcova) byl česko-německý cisterciácký mnich a v letech 1691–1726 v pořadí 34. opat oseckého kláštera, zastával také funkci generálního vikáře českých cisterciáckých klášterů a vizitátora.

## Život

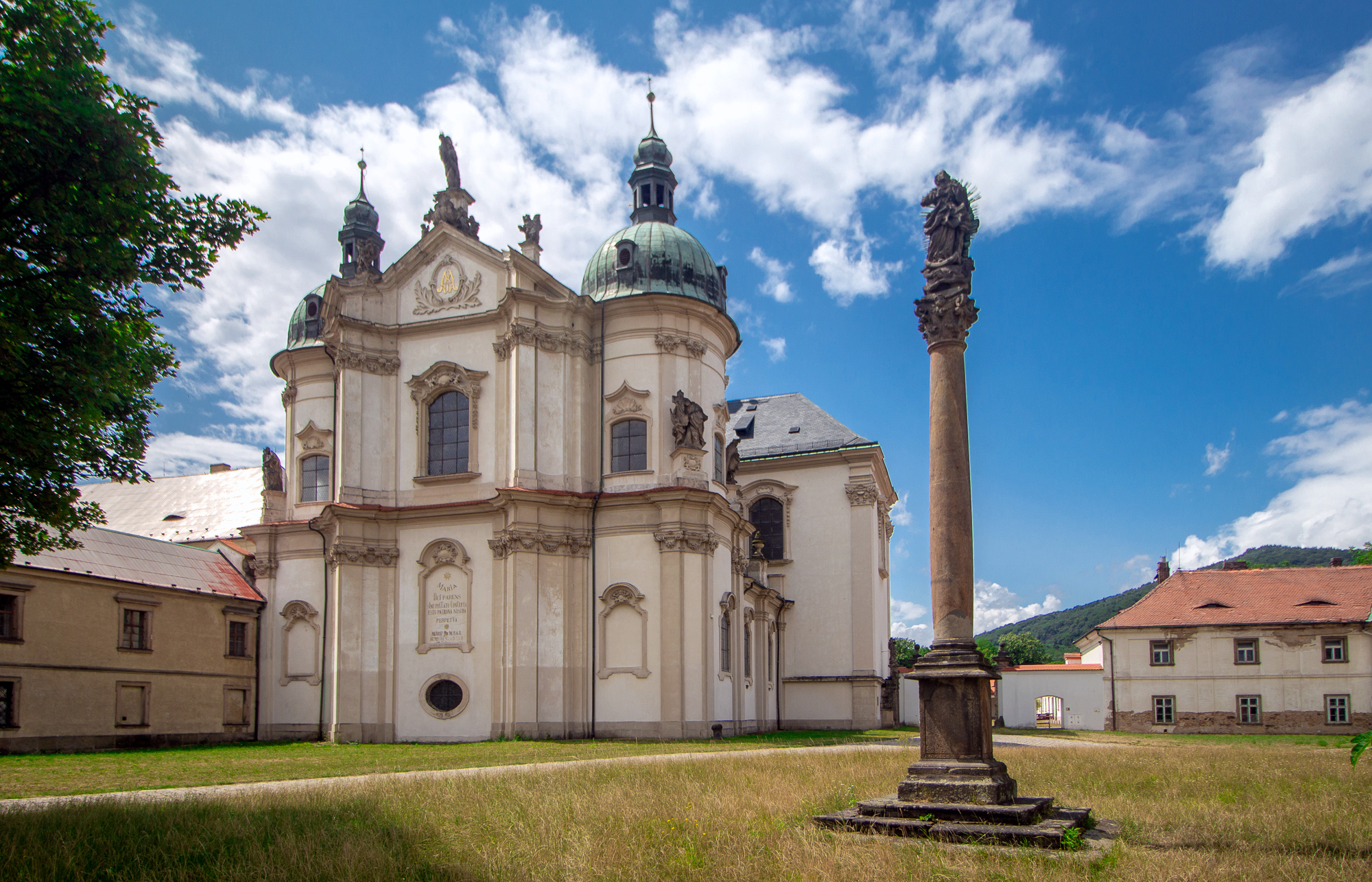
Kostel Nanebevzetí Panny Marie Oseckého kláštera

Chebský rodák Simon Littwerig vstoupil do cisterciáckého kláštera v Oseku u Duchcova, kde přijal řeholní jméno Benedikt. Studoval v cisterciáckém Collegiu Bernardinu v Praze. Po vysvěcení na kněze působil jako probošt kláštera sester cisterciaček na Starém Brně; jejich konvent byl za josefinských reforem zrušen, a po roce 1783 se na Starém Brně usadili augustiniáni). V roce 1685 se Littwerig vrátil do pražského Bernardina, kde byl ustanoven jako superior (místní představený) a do roku 1690 přednášel filozofii. Kolej byla roku 1693 přímo podřízena klášteru.

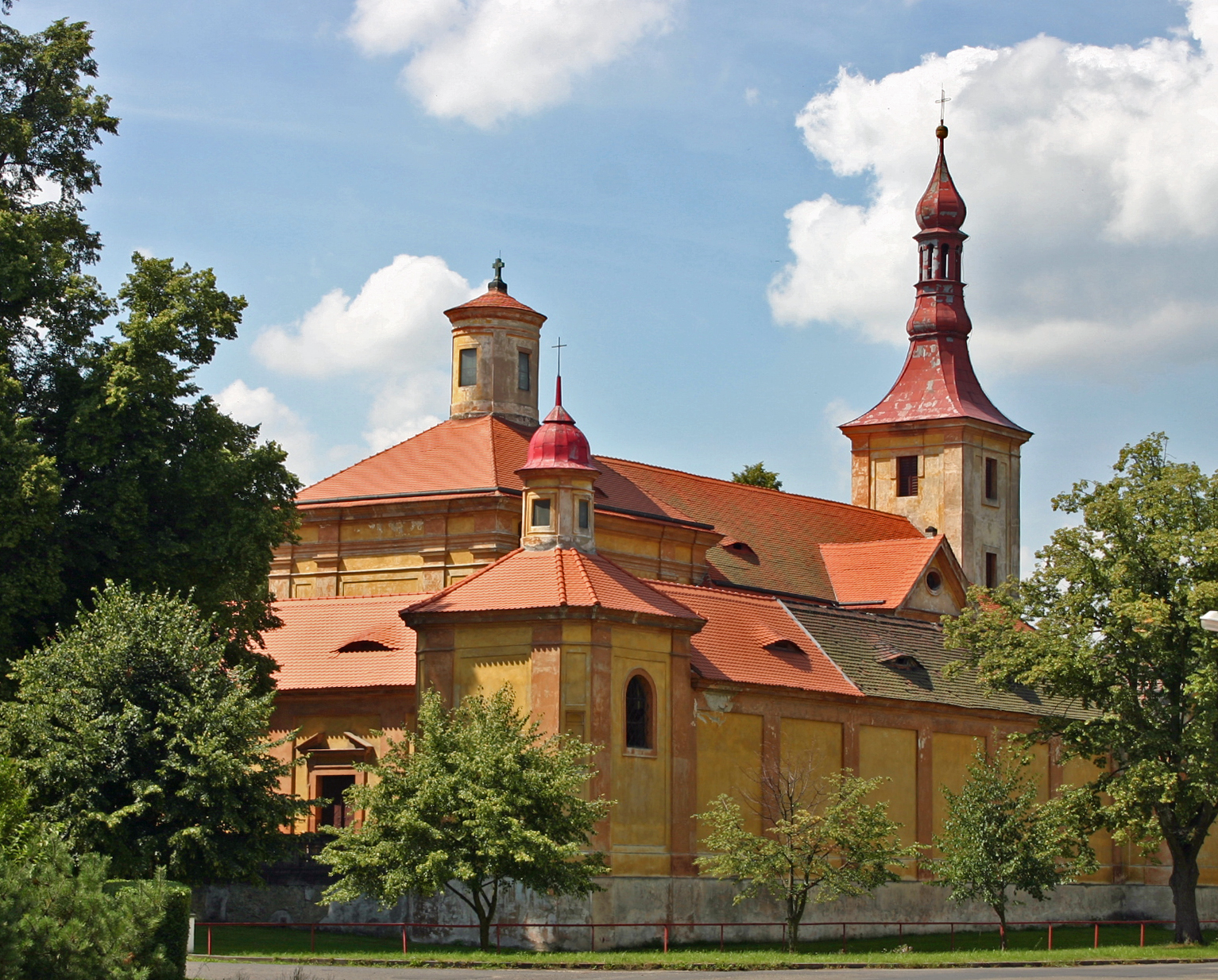
Poutní kostel Panny Marie Bolestné v Mariánských Radčicích

9. září 1691 se v kapitulní síni Oseku za předsednictví plaského opata Trojera konala opatská volba, v níž si konvent zvolil Benedikta Littweriga opatem. Období vlády opata Littweriga bylo zlatým věkem rozkvětu Oseka. Opat byl roku 1699 vyslancem české řádové provincie u generální kapituly v Citeaux, dále byl vizitátorem ženských klášterů magdalenitek v Mostě a roku 1694 řešil neshody v konventu cisterciaček v polském Przemętu. V letech 1699–1725 zastával funkci generálního vikáře českých cisterciáckých klášterů a vizitátora, dále roku 1725 od císaře Karla VI. obdržel povolení k rozšíření pražského Bernardina, a měl mnohé další povinnosti mimo Osek.
Do Oseka povolal architekta a stavitele Octavia Broggia, založil barokní komplex kostela s klášterem, letní refektář, klášterní nemocnici s kaplí, lékárnu, pivovar se sladovnou, sýpku s hospodářskými objekty a vstupní branou. Staré budovy dal renovovat. Roku 1725 zřídil dodnes zachovalý barokní sál klášterní knihovny, kterou vybavil mnoha spisy, zejména z teologie, přírodních věd a historie (většinu fondů ovšem zničili Prusové roku 1759).
V městečku Osek roku 1697 založil první průmyslovou manufakturu punčochářskou a zakoupil 9 tkalcovských stavů pro tkalcovskou továrnu na jemné sukno, kterou otevřel roku 1707. Dal tak práci více než stovce lidí z okolí, a zlepšil jejich životní podmínky. Pečoval rovněž o poutní místo v Mariánských Radčicích, v němž dal postavit barokní kostel obklopený ambity a faru; výstavba byla dokončena až za Littwerigova nástupce Jeronýma Besneckera). Tato fara byla původně plánována jako proboštství, tedy jakási filiálka oseckého kláštera.
Opat Littwerig zemřel v Oseku 25. dubna 1726.